# Thylogale browni
Thylogale browni là một loài động vật có vú trong họ Macropodidae, bộ Hai răng cửa. Loài này được Ramsay mô tả năm 1887.

## Hình ảnh

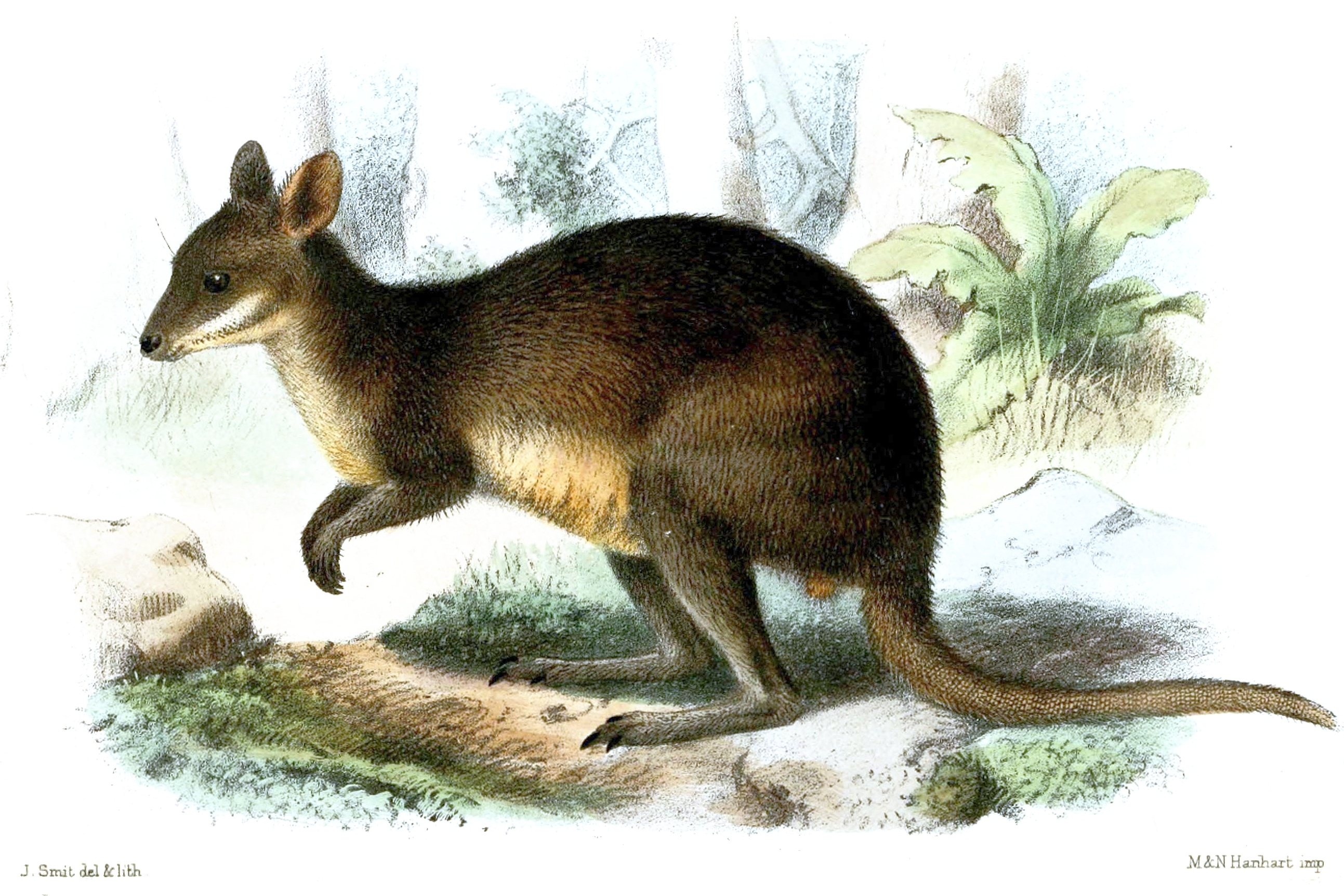